# William Allen (voile)
Pour les articles homonymes, voir William Allen et Allen.
William Allen est un skipper américain né le 20 décembre 1947 à Minneapolis.

## Carrière
William Allen remporte, lors des Jeux olympiques d'été de 1972 à Munich, le titre olympique dans la catégorie des Soling.